# Lycée de Mustamäe (Tallinn)
Lycée de Mustamäe (estonien : Tallinna Mustamäe Gümnaasium) est une école située dans l'arrondissement de Mustamäe à Tallinn en Estonie.

## Présentation
Le lycée offrant de l'enseignement primaire et secondaire ouvre le 1er septembre 1965 sous le nom de Tallinna 44. Keskkool.

## Anciens élèves célèbres
- Viive Aasma
- Gert Dorbek
- Heino Enden
- Toomas Haug
- Madis Hint
- Toomas Hirvoja
- Kersti Kaljulaid
- Vladislav Koržets
- Marko Kristal
- Helen Külvik
- Lea Larin
- Elmar Liitmaa
- Peeter Liiv
- Madli Luuk
- Kajar Pruul
- Juku-Kalle Raid (en)
- Liina Siib
- Marek Strandberg
- Tanel Sokk
- Sten-Timmu Sokk
- Elle-Mari Talivee
- Peep Vain
- Evely Ventsli
- Märt Väljataga